# 주오 대학
주오 대학(일본어: 中央大学 주오다이가쿠[*], 영어: Chuo University)은 일본의 명문 사립 대학으로 대학 본부는 도쿄도 하치오지시에 있다. MARCH 중 하나이다. 약칭은 주오(일본어: 中央) 또는 주다이(일본어: 中大)이다.

## 연혁
주오 대학의 기원은 1885년에 설립된 사립 법률학교이다 (영국 법학). 1920년에 대학으로 승격하였다.
- 1885년 도쿄부 간다구 간다니시키 정(神田錦町)에 이기리스 법률학교(英吉利法律学校) 설립.
- 1889년 도쿄 법학원(東京法学院)으로 개칭.
- 1903년 전문학교로 승격. 도쿄 법학원 대학으로 개칭.
- 1905년 주오 대학으로 개칭. 경제학과를 설치.
- 1920년 대학령에 의한 대학교로 승격. 법학부, 경제학부, 상학부, 대학원, 예과를 설치.
- 1926년 스루가다이(駿河台) 캠퍼스로 이전.
- 1977년-1980년 다마(多摩) 캠퍼스로 이전.

## 캠퍼스
- 타마(多摩) 캠퍼스

도쿄도 하치오지시 히가시나카노
- 고라쿠엔(後楽園) 캠퍼스

도쿄도 분쿄구 카스가
- 이치가야(市ヶ谷) 캠퍼스

도쿄도 신주쿠구 이치가야혼무라초
- 묘가다니(茗荷谷) 캠퍼스

도쿄도 분쿄구 오오츠카
- 스루가다이(駿河台) 캠퍼스

도쿄도 치요다구 칸다스루가다이
- 코이시카와(小石川) 캠퍼스

도쿄도 분쿄구 카스가

## 조직

### 학부
- 법학부
- 경제학부
- 상학부
- 선진이공학부
- 기간이공학부
- 사회이공학부
- 문학부
- 종합정책학부
- 국제정보학부
- 국제경영학부
- 건강스포츠과학부
- 농업정보학부

### 대학원
- 법학 연구과
- 경제학 연구과
- 상학 연구과
- 이공학 연구과
- 문학 연구과
- 종합정책 연구과
- 공공정책 연구과

전문직 대학원
- 법과대학원
- 국제회계 연구과 (회계대학원)
- 전략경영 연구과 (2008년4월 개설)

### 부속기관
- 도서관
- 부속 연구소
  - 일본 비교법 연구소
  - 경리 연구소
  - 경제 연구소
  - 사회과학 연구소
  - 기업 연구소
  - 인문과학 연구소
  - 보건체육 연구소
  - 이공학 연구소
  - 정책문화 종합연구소
- 연구 개발 기구(機構)
- 산학관 제휴 · 지적재산 전략본부 (CLIP: Chuo university Liaison and Intellectual Property management office）